# Ding Liren
Ding Liren (Wenzhou, 22. listopada 1992.), kineski šahist, velemajstor i bivši svjetski šahovski prvak (2023. – 2024.). Od kolovoza 2017. do studenog 2018. Ding je ostao neporažen u klasičnom šahu točno sto partija, što je tada bio rekordan broj partija bez poraza u visokom natjecateljskom šahu. Rekord je uskoro oborio Magnus Carlsen 2019. godine.
Rođen je u Wenzhou, pokrajini Zhejiang. Titula velemajstora dodijeljena mu je 2009. godine. Trostruki je kineski šahovski prvak te jedan od vodećih svjetskih igrača u posljednjih desetak godina. 
Nakon što je Magnus Carlsen odbio ponovno braniti naslov svjetskog prvaka, Ding je, osvojivši drugo mjesto na Turniru kandidata 2022., osigurao borbu za naslov protiv Jana Nepomnjaščija i u konačnici pobijedio Rusa i osvojio naslov svjetskog prvaka.
Ding je bio neporažen u klasičnom šahu od kolovoza 2017. do studenog 2018., s ukupno 21 pobjedom i 71 remijem. Ovaj niz od sto partija bez poraza bio je rekord, dok ga nije 2019. oborio tadašnji svjetski prvak Magnus Carlsen (125 partija).

## Svjetski prvak
Prvi dio turnira bio je pun preokreta i drame s nikada manje remija u modernijoj povijesti svjetskih prvenstava. 
Uglavnom je Jan Nepomnjašči bio taj koji je vodio kroz turnir, ali nizom grešaka gubi 12. partiju. Nakon rezultata 7–7, ishod meča odlučen je 30. travnja u rapid formatu gdje, nakon tri remija, Ding dobiva posljednju partiju meča i time postaje 17. klasični svjetski prvak s konačnih 7–7 (2½–1½).
Osvojivši naslov svjetskog prvaka, Ding je postao prvi Kinez i tek treći Azijac, nakon Armenca Tigrana Petrosjana i Indijca Viswanathana Ananda, kojemu je to uspjelo.

## Osobni život i mentalno zdravlje
Ding boluje od depresije. U jednom intervjuu za njemačke novine izjavio je da uzima lijekove za nesanicu i depresiju: „Imao sam nekoliko problema, to je istina. Bio sam iscrpljen, ali još uvijek nisam mogao dobro spavati. To je dovelo do depresije. Bio sam dva puta liječen u klinici. Srećom, stvari polako opet idu nabolje. Šah psihički iscrpljuje – a ako ne možete dobro spavati, to je fatalno. Trenutačno sam barem uspio smanjiti svoje tablete s četiri dnevno na jednu.“